# Обрх
Обрх (словен. Obrh) — поселення в общині Доленьське Топлице, регіон Південно-Східна Словенія, Словенія. Висота над рівнем моря: 178,1 м.